# Rafael Campo
Presidente de la República de El Salvador del 12 de febrero al 12 de mayo de 1856 y del 19 de julio de 1856 al 1 de febrero de 1858

## Datos generales
Nació en Sonsonate el 24 de octubre de 1813, y murió en el Puerto de Acajutla el 1 de marzo de 1890.

## Vida familiar
Fueron sus padres don Pedro Campo Arpa, y doña Juana María Pomar.  Su padre nació en Torrijo del Campo (Teruel, España) el 26 de junio de 1772.  La genealogía, más documentos y fotografías de la familia del expresidente Rafael Campo se pueden ver en el libro "Salvadoran Roots" por Jaime Cader, publicado en el año 2011.
Campo Pomar fue primo hermano del Marqués de Campo en Valencia, España.  Además el libro de Cader incluye una foto de un documento que nombra el rango militar y el origen de Cantabria, España del suegro fallecido de Campo, el Teniente Coronel Juan Antonio del Pomar, más el rango y nombre del padre de la suegra de Campo, el Teniente Coronel Antonio Contreras.

## Vida política
El partido Republicano postuló a Rafael Campo como Presidente de El Salvador.
Salió victorioso en los comicios y con fecha 30 de enero de 1856 fue declarado Presidente Electo para el período constitucional 1856-1858. A pesar de su renuncia fue obligado a aceptar el cargo Supremo el que recibió el 12 de febrero de 1856. En este corto periodo le dio un gran empuje a la reconstrucción de la destruida ciudad de San Salvador. Se iniciaron pláticas con los demás países centroamericanos para contrarrestar la invasión filibustera.
El 8 de abril de 1856 el Presidente Campo estableció una junta de Hacienda, que se encargaría de los contratos de obras públicas, compras de armamento y vestuario para el ejército.
El 12 de mayo de 1856 el presidente don Rafael Campo deposita el Mando Supremo en el Vice-Presidente Lic. Francisco Dueñas. El 19 de julio de 1856 vuele a asumir el mando Supremo don Rafael Campo.
El 27 de febrero de 1857 la asamblea General nombra Designados a la Presidencia para ejercer el poder Ejecutivo a los sres. Coronel José María San Martín, General Gerardo Barrios y don Manuel Rafael Reyes.
En noviembre de 1857, el Gobierno de El Salvador promulga el código de Procedimientos Civiles, Criminales y Judiciales y el de fórmulas.
El 25 de enero de 1858, La Asamblea general declara popularmente electó Presidente para el periodo de 1858-1859 al Sr. Miguel Santín del Castillo y como Vice-Presidente al General Eufracio Guzmán. El 1 de febrero de 1858 el Presidente don Rafael Campo entrega el Poder Supremo al Senador don Lorenzo Zepeda.
| Predecesor: Francisco Dueñas      | Presidente de El Salvador 1856        | Sucesor: Francisco Dueñas |
| Predecesor: José María San Martín | Presidente de El Salvador 1856 - 1858 | Sucesor: Lorenzo Zepeda   |

- Datos: Q436703